# Mittelmeer-Heideschnecke
Die Mittelmeer-Heideschnecke (Cernuella virgata), auch Sandheideschnecke ist eine Schneckenart der Familie der Geomitridae aus der Ordnung der Landlungenschnecken (Stylommatophora).

## Merkmale
Das rundlich-kegelförmige bis leicht gedrückte Gehäuse misst 6 bis 19 mm in der Höhe und 8 bis 25 mm in der Breite (4 bis 8 × 6 bis 15 mm bzw. 8 bis 15 × 12 bis 23 mm). Das ergibt einen Breiten/Höhen-Index von 1,11-1,32-1,51 (n = 135). Im Adultstadium sind fünf bis sieben regelmäßig zunehmende, konvex gewölbte Windungen vorhanden, die an der Peripherie gerundet sind. Die Naht ist nur schwach bis mäßig tief ausgebildet. Die Außenlinie ist konvex gewölbt. Der Nabel ist eng und nicht oder nur sehr wenig exzentrisch; der Index Nabelbreite zu Gehäusebreite variiert von 0,065-0,10-0,135 (n = 138). Die letzte Windung senkt sich zur Mündung hin leicht ab. Sie ist im Querschnitt rundlich, bei größeren, gedrückten Exemplaren auch eiförmig und leicht gekantet. Der Mundsaum ist scharf und nur im Bereich des Nabel etwas umgeschlagen, etwas über den Nabel ragend. In der Mündung ist nahe dem Mündungsrand eine mehr oder weniger kräftige weiße oder rötlich-(bräunliche) Lippe ausgebildet.
Die Schale des Gehäuses ist weißlich oder rötlich-gelblich gefärbt. Die Zeichnung ist sehr variabel. Am häufigsten treten Exemplare mit dunkelbraunen Bändern auf, ein Band oberhalb der Peripherie, ein Band an der Peripherie und drei bis vier schmaleren Bänder an der Unterseite. Die Bänder sind teilweise abgeschwächt, unterbrochen, in Flecken aufgelöst oder verschmolzen oder auch fast ganz erloschen. Die Oberfläche ist weitgehend glatt, nur mit ziemlich unregelmäßigen Anwachsstreifen versehen. 

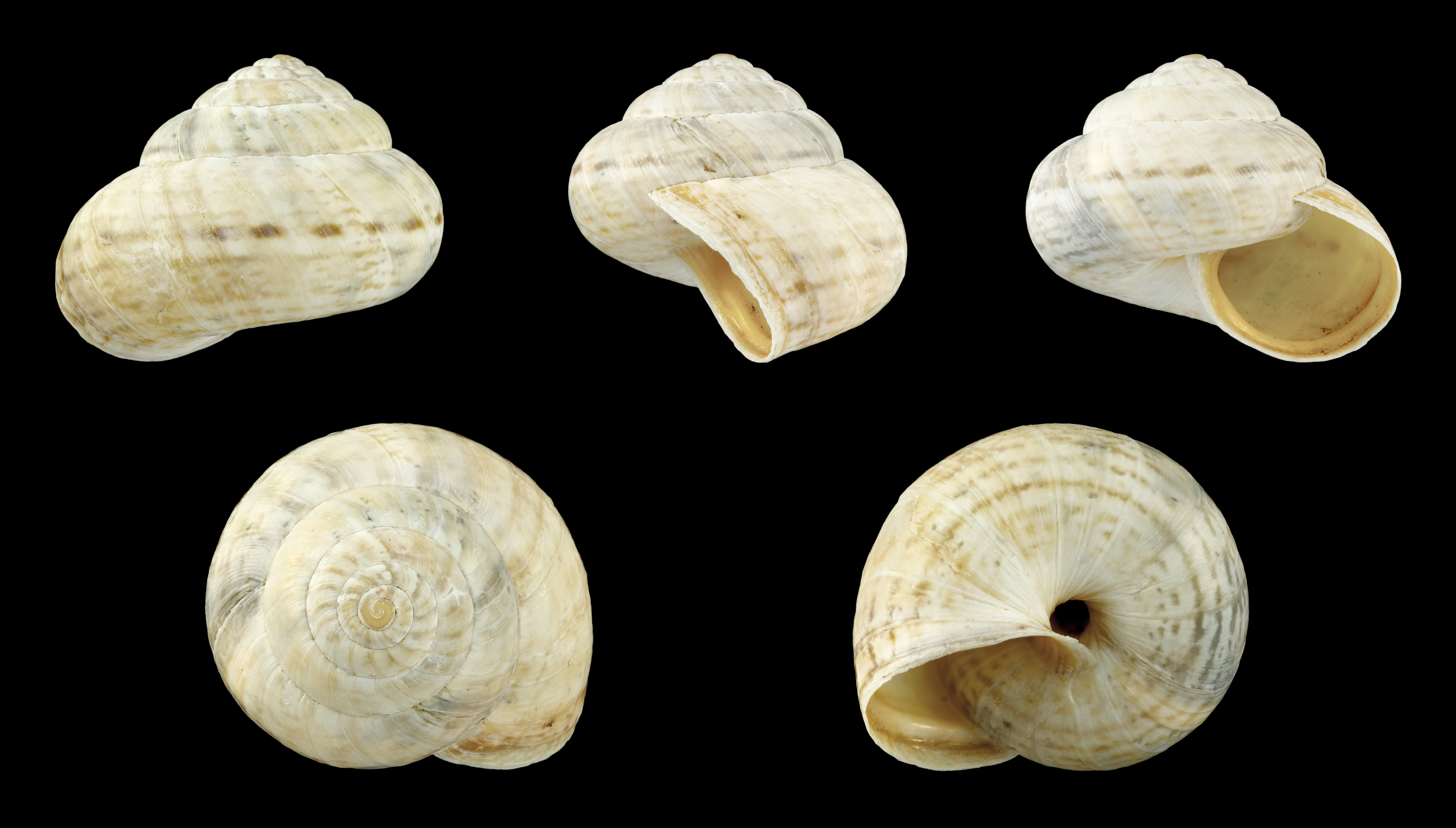
Blasse Form

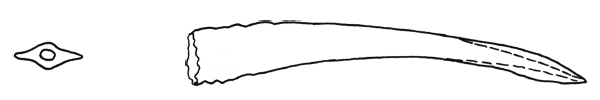
Liebespfeil

Die Tiere sind Zwitter, können sich aber nicht selbst befruchten. Im weiblichen Genitaltrakt ist das Genitalatrium fast immer breiter als lang, manchmal fast nicht vorhanden. Die zwei Pfeilsäcke sitzen am distalen Ende des Genitalatriums. Der äußere, bauchige Pfeilsack ist nur wenig bis sehr viel größer als der innere Pfeilsack. Bei Tieren aus Italien und dem früheren Jugoslawien überragt der innere Pfeilsack den äußeren Pfeilsack mehr oder weniger deutlich. Der Pfeil im äußeren Pfeilsack ist leicht gebogen und hat eine lanzenförmig verbreiterte Spitze. Er ist im Querschnitt abgeflacht mit einem Zentralkanal. Die freie Vagina zwischen den Pfeilsäcken und den Glandulae mucosae ist breiter als lang. Die Glandulae mucosae teilen sich in 7 bis 25 Äste (n = 35) auf. Der Samenleiter ist lang und gewunden. An der Eintrittsstelle in den Epiphallus ist ein Flagellum (Blindsack) ausgebildet. Der Epiphallus ist eineinhalb- bis über dreimal (meist etwa doppelt) so lang wie das Flagellum. Der Epiphallus ist etwa so lang wie der Penis. Am Übergang vom Epiphallus zum Penis setzt der Penisretraktormuskel an. Der Stiel der Spermathek ist deutlich länger als die Samenblase selber und kann an der Basis verbreitert sein.
Der Weichkörper ist am Fuß und den Seiten hellgrau, auf dem Rücken dunkelgrau bis fast schwarz. Der Rücken ist mit vergleichsweise großen, mit dem bloßen Auge sichtbaren, länglichen Tuberkeln besetzt. Die Tentakel sind grau und bis acht mm lang.

### Ähnliche Arten
Das Gehäuse der Mittelmeer-Heideschnecke ist in Zeichnung, Form und Größe stark variabel. Es ähnelt am meisten den Gehäusen der nahe verwandten Cernuella aginnica und der Rotmündigen Heideschnecke (Cernuella neglecta). Beide Arten haben ein stärker abgeflachtes Gehäuses und jeweils einen weiteren Nabel.

## Geographische Verbreitung und Lebensraum
Das Verbreitungsgebiet der Art erstreckt sich von den Britischen Inseln, Niederlande, Belgien, Frankreich, Spanien, und die Küstenregionen des Mittelmeeres (ausgenommen die östlichen Küsten), Bulgarien, Krim bis nach Novorossijsk (Russland). Sie ist allerdings heute schon weiträumig verschleppt worden. So gibt es Kolonien der Mittelmeer-Heideschnecke auch in Deutschland. Im Stadtgebiet von Kiel gab es über lange Jahre eine stabile Kolonie; das Areal ist heute überbaut. Sie kommt aber heute auch in Baden-Württemberg und auf der Insel Helgoland vor. 2003 wurde die Art erstmals in Österreich beobachtet. Nach Australien wurde sie schon Anfang des 20. Jahrhunderts eingeschleppt. Heute gibt es auch in der Türkei und in den USA Kolonien.
Die Mittelmeer-Heideschnecke bevorzugt mäßig trockene und offene Standorte auf kalkhaltigem Boden, z. B. bewachsene Dünen, Trockenrasen, Stoppelfelder, Heckenreihen, Straßenränder, Ödländereien und Brachflächen.

## Lebensweise
Die Mittelmeer-Heideschnecke ernährt sich von trockenen und zerfallendem Pflanzenmaterial, frisst jedoch frisches Pflanzenmaterial.
Die Art hat wie andere Heideschnecken auch einen ein- oder zweijährigen Lebenszyklus. Die Kopulation findet meist im Spätsommer oder Frühherbst statt, nach Einsetzen von Regenfällen.
Nach Beobachtungen aus Frankreich legten die Tiere zwischen September und November 30 bis 80 rundliche Eier (100 bis 200 Eier) mit einem Durchmesser von etwa 1,5 mm ab. Die Eier haben eine weißliche, durchsichtige Hülle und werden in der Laubstreu oder ein bis zwei Zentimeter in der Erde abgelegt. Die Jungen schlüpfen nach etwa 15 bis 20 Tagen. In milden Wintern wachsen sie wenig; das Wachstum beschleunigt sich jedoch im Frühjahr. Meist erreichen sie die Geschlechtsreife im übernächsten Jahr; nach der Eiablage sterben die Tiere ab.
Bei langandauernder Trockenheit kriechen die Tiere oft in großer Zahl auf hohe Pflanzen, aber auch Wände, um der Bodenhitze zu entkommen und halten eine Trockenruhe. Die Mündung wird dabei mit einem Diaphragma verschlossen. Die Populationsdichte kann sehr hoch sein, bis etwa 200 Tiere pro Quadratmeter, in feuchten Jahren wurden sogar schon bis zu 400 Tiere pro Quadratmeter gezählt. Die Biomasse der Schnecken  übertrifft die pflanzliche Biomasse auf demselben Quadratmeter bei weitem. Die Populationsdichte reguliert sich aber bis zu einem gewissen Grad selber. Bei hohen Populationsdichten sinkt die Zahl der produzierten Jungtiere, die Wachstumsgeschwindigkeit der Tiere sinkt und auch die Lebensspanne der adulten Tiere wird kürzer.

## Taxonomie
Das Taxon wurde 1778 von Emanuel Mendes da Costa als Cochlea virgata aufgestellt. Die Art ist de facto Typusart der Gattung Cernuella Schlüter, 1838, da die formelle Typusart Helix variabilis Draparnaud, 1801 ein jüngeres Synonym von Cernuella virgata ist.
Cernuella cisalpina wird von Bernhard Hausdorf und Jan Sauer (2009) als Synonym von Cernuella virgata aufgefasst. Nach Ansicht dieser Autoren gibt es keine Hinweise, dass die beiden Taxa reproduktiv isoliert sind. Ihrer Meinung nach sind keine Unterschiede im Genitalapparat vorhanden. Außerdem seien sämtliche Übergänge in Gehäuseform und -größe vorhanden, und es gäbe bisher auch keine Lokalität, wo diese beiden Taxa sympatrisch miteinander vorkommen. Dagegen ergaben sich in einer molekulargenetischen Studie von Manganelli et al. (2005) doch deutliche Unterschiede zwischen Cernuella virgata und Cernuella cisalpina. Außerdem gibt es in Italien verschiedene Lokalitäten, wo doch beide Taxa sympatrisch vorkommen. Cernuella cisalpina muss wohl doch als bona species akzeptiert werden (vgl. Welter Schultes).

## Die Mittelmeer-Heideschnecke als Schädling
In Europa bereitet die Anwesenheit der Mittelmeer-Heideschnecke gewöhnlich keine großen Probleme.
Die Mittelmeer-Heideschnecke wurde im 20. Jahrhundert in die USA, Australien, Neuseeland und andere Länder als Neozoon importiert, wo sie teilweise große Schäden, besonders in Getreidefeldern, verursachten und deshalb dort als Schädling eingestuft wurde. Einfuhren von Ziegeln, Naturwerksteinen, Holz, und Früchte werden daher streng auch auf diese Art kontrolliert. 2010 scheiterte der Export von 23 Tonnen Äpfeln von Frankreich nach Israel, weil in der Ladung lebende Exemplare der Kartäuserschnecke (Monacha cartusiana (O.F. Müller, 1774)) und der Mittelmeer-Heideschnecke (Cernuella virgata (da Costa, 1778)) gefunden wurden.
In Australien ist die Mittelmeer-Heideschnecke inzwischen zu einem Problem für den Getreideanbau geworden. Neben den Fraßschäden, die vor allem an der Saat verursacht werden, ist die Verunreinigung des Getreides mit lebenden Schnecken der größere Schaden bzw. ein Kostenfaktor, da das Getreide gereinigt werden muss oder lediglich als Futtergetreide zu einem geringeren Preis verkauft werden kann. Das Getreide ist auch nicht mehr zu exportieren, da viele Länder strenge Quarantänevorschriften haben, um eben die Einschleppung der Mittelmeer-Heideschnecke zu verhindern.
Durch die Massenvermehrung auf Weiden und Wiesen können sowohl Weiden wie auch das Heu durch die Schleimspuren der Tiere unbrauchbar werden, denn das Vieh frisst weder das durch die Schnecken mit Schleim verunreinigte Gras noch das Heu.
Dora Godan (1983) gibt folgende Futter- und Nutzpflanzen (Blätter, Sämlinge und junge Pflanzen) an, die durch die Mittelmeer-Heideschnecke geschädigt werden: Klee (Trifolium), Luzerne (Medicago sativa), Esparsette (Onobrychis spp.), Raps (Brassica napus), Artischocke (Cynara cardunculus), Gerste (Hordeum vulgare), Gewöhnlicher Andorn (Marrubium vulgare), Bohnen (Phaseolus spp.), Erbse (Pisum sativum), Gelber Wau (Reseda lutea), Runzeliger Rapsdotter (Rapistrum rugosum) und Weizen (Triticum spp.).

## Die Mittelmeer-Heideschnecke als Zwischenwirt für Parasiten
Die Cernuella-Arten sind Zwischenwirte bei der Übertragung von Aelurostrongylus abstrusus (Katzenlungenwurm), Brachylaima cribbi (Darmtrematode; auch im Menschen) und Kleiner Leberegel (Dicrocoelium dendriticum). Sie können auch Cystocaulus ocreatus, Muellerius capillaris und Neostrongylus linearis auf Vieh übertragen. Cernuella virgata ist außerdem ein Zwischenwirt für den Bandwurm Davainea proglottina, der Geflügel infizieren kann.

## Belege